# لوس مولينوس (إسبانيا)
لوس مولينوس ، أسبانيا (بالإنجليزية: Los Molinos, Spain)‏ هي بلدية ومدينة في منطقة الحكم الذاتي وتقع في منطقة مدريد في وسط إسبانيا. تبلغ مساحة هذه المدينة   (كم²)، ويبلغ عدد سكانها   نسمة حسب إحصاء سنة 2008 م.